# Ferrocarril del valle del Rin
Ferrocarril del valle del Rin (Rheintalbahn) es el nombre dado al trayecto de Mannheim en el norte de Baden-Wurtemberg a Basilea en Suiza a través de Heidelberg, Bruchsal, Karlsruhe, Rastatt, Offenburg y Friburgo de Brisgovia.